# Payoneer
Payoneer — платіжна система, що надає фінансові послуги та грошові онлайн перекази. Payoneer є зареєстрованим провайдером MasterCard (Member Service Provider) у всьому світі. Штаб-квартира компанії розташована у Нью-Йорку.

## Історія
Компанія Payoneer заснована у Ізраїлі в 2005 році. Свій розвиток отримала завдяки венчурному капіталу. Компанія вийшла в прибуток і входить в топ-100 компаній, що найбільш динамічно розвиваються, в сфері фінансових послуг в рейтингу Inc. 5000. У шести офісах компанії, розташованих в різних частинах світу, працюють понад 600 осіб.

## Заморозка рахунків
В червні 2020 користувачі карт Payoneer почали масово скаржитися, що втратили доступ до своїх грошей: у них не виходить їх вивести. Причина проблеми в Payoneer виникла через компанію Wirecard, яку викрили в підробленні звітності і завищенні фінансових показників на 1,9 млрд євро.

## Сфера діяльності і послуги
Payoneer з'єднує підприємців і фахівців в 200 країнах міжнародними грошовими переказами, онлайн-платежами, а також поповнюваними дебетовими картами. Компанія дозволяє мільйонам підприємцям і фахівцям вийти на нові ринки, сприяючи безперешкодному веденню платежів.
Користувачі Payoneer мають можливість отримувати кошти на свій рахунок в місцевому банку або на електронний гаманець, а також через передплачену дебетову карту MasterCard, яка може бути використана в банкоматах або в точках продажів.

## Комісії за транзакції
Система пропонує два основних варіанти: віртуальні рахунки або фізичні картки, причому обидва варіанти є безкоштовними для реєстрації. Однак, неактивні користувачі стикаються з комісією у розмірі $29,95 через 12 місяців, якщо сума транзакцій не перевищує $2,000. Переказ грошей між рахунками є безкоштовним, але за використання кредитних або дебетових карток стягується комісія у розмірі 3% або 1% відповідно. Пакетні платежі сплачуються за ставкою 2%, що дозволяє здійснити до 200 переказів.

## Підприємець року Payoneer
У 2016, на честь 10-річного ювілею, компанія представила нагороду «Підприємець року Payoneer» (англ. Payoneer Entrepreneurship Award).  Компанія Payoneer мала на меті відсвяткувати підприємницький успіх у всьому світі, розповідаючи про міжнародний бізнес, який демонструє стратегічне мислення, новаторський дух та соціальну відповідальність.
В перший же рік нагороді було вибрано 10 переможців, підприємців з Єгипту, Аргентини, Філіппін, В'єтнаму, України, Бангладешу, Індії, Пакистану, Індонезії та Сербії. Вони варіювались від експертів з SEO до продавців футболок, власників недавно створених стартапів.

### Українці серед переможців конкурсу
Конкурс проводиться вже 5 років поспіль і за цей час декілька українців вже встигли отримати нагороди.
- Кирило Кузін — один з десяти переможців Payoneer Entrepreneurship Award 2016.
- Катерина Миронюк — переможниця у номінації «Фрилансер року» Payoneer Entrepreneurship Award 2018.
- Максим Петрук — CEO at WeSoftYou, переможець у номінації «Іноватор року» Payoneer Entrepreneurship Award 2019.
- Максим Гопанчук — засновник KGUbrass, переможець у номінації «Прорив року» Payoneer Entrepreneurship Award 2020.